# Бордонский, Степан Алексеевич
Бордонский (Бордонскай) Степан Алексеевич (1909—1999) — советский журналист и партийный деятель.

## Биография
Родился 10 июня 1909 года в Нюрбинском улусе Якутской области.
Окончил двухклассную школу, в семнадцать лет стал комсомольцем. В 1928—1929 годах работал учителем в Эльгяйском наслеге. В 1930 году стал членом ВКП(б)/КПСС.
В 1929—1930 годах Степан Бордонский работал председателем земельной комиссии при исполкоме Вилюйского округа. В 1931 году — заведующий отделом образования Вилюйского окружного исполкома. В 1931—1932 годах был инструктором Народного комиссариата просвещения Якутской АССР и редактором журнала «Кузница просвещения». В 1932—1934 годах — сотрудник газеты «Алданский рабочий».
В 1934—1937 годах Бордонский заочно учился во Всесоюзном Коммунистическом институте журналистики имени «Правды» (ВКИЖ) при Центральном Исполнительном Комитете СССР, получив специальность журналиста (был закрыт в апреле 1938 года). В 1937—1938 годах работал заведующим отделом в газете «Кыым», в 1938—1939 годах занимал пост главного редактора этой газеты.
В апреле 1939 года перешёл на партийную работу заведующим отделом пропаганды и агитации Якутского обкома партии. С 5 августа 1939 по 27 августа 1943 года — секретарь Якутского обкома. В 1943—1945 годах С. А. Бордонский был слушателем Высшей партийной школы при ЦК КПСС. В 1945—1947 годах — лектор в Красноярском комитете партии, заведующий сектором печати. В 1947—1951 годах — секретарь Хакасского обкома КПСС.
В 1951—1952 годах Бордонский был преподавателем марксизма-ленинизма в Абаканском педагогическом институте (ныне Хакасский государственный университет). В 1948—1952 годах — председатель Хакасского областного общества «Знание». В 1952—1953 годах председатель комитета по радио при Совете Министров Якутской АССР. С 1953 года — руководитель отдела кадров Якутского геологоразведочного управления. С 1955 года — заместитель начальника Якутской геологоразведочной конторы.
После выхода на пенсию, в 1994 году переехал в город Красногорск Московской области, где и умер 3 декабря 1999 года. Был похоронен на Павшинском кладбище города.